# Mauro Bergamasco
Mauro Bergamasco (Padua, 1 de mayo de 1979) es un exjugador italiano de rugby que se desempeñaba como ala. Es el jugador con mayor número de partidos jugados por Italia (106), habiendo superado ya los 101 test matches con los que Alessandro Troncon era el jugador italiano con más caps. En el Torneo de las Cinco/Seis Naciones, jugó 43 partidos entre 2000 y 2015, y en la IRB Rugby World Cup, de 1999-2015, 13 partidos.

## Carrera

### Clubes
Mauro Bergamasco proviene de una familia de jugadores de rugby: su padre Arturo, que también jugaba de flanker, cosechó cuatro partidos con la selección italiana en los años 70, y su hermano Mirco también es internacional con Italia.
Criado en la cantera del Petrarca desde los 11 años, debuta con el primer equipo en 1998, con únicamente 19 años, siendo parte de la plantilla desde la temporada 1999.
Durante los dos siguientes años permanece en Padua, para cambiar de aires en la temporada 2000-2001 en la Benetton Treviso. Con ellos conseguirá ser campeón de Italia en dos temporadas: 2000-2001 y 2002-2003.
Después del Mundial juega en el Stade Français Paris junto con su hermano Mirco, proclamándose campeón del Top 14 en la temporada 2006-2007.

### Internacional
Debuta con la Selección italiana el 18 de noviembre de 1998 contra la selección de rugby de los Países Bajos, en Huddersfield. Ha jugado todas las ediciones del Seis Naciones desde 2000 con la excepción de la edición de 2004.
Lleva anotados 15 ensayos con la selección, a dos de los conseguidos por su hermano Mirco que es mayor anotador en activo de la Selección italiana.
Durante el Seis Naciones 2007 Mauro Bergamasco fue descalificado por la IRB con cuatro semanas de castigo por propinar un puñetazo a Stephen Jones en el partido contra Gales en Roma, lo que le impidió disputar el último partido del torneo contra Irlanda.
El año siguiente, de nuevo contra Gales, esta vez en Cardiff, por cometer un gouging (meter un dedo en el ojo) contra Lee Byrne que el árbitro principal no ve, pero que si lo hace otro árbitro, a Bergamasco le sancionan con 13 semanas que terminaron a principios de junio de 2008.
Seleccionado para jugar la Copa Mundial de Rugby de 2015, el 26 de septiembre hizo historia cuando salió a jugar, en Leeds, el partido Italia-Canadá. Se convirtió en el segundo jugador en disputar cinco Copas del Mundo de rugby, igualando al samoano Brian Lima. Pero no fue incluido en la selección que jugaría el partido final de Italia en el Mundial, en Exeter contra Rumanía, con lo que este símbolo del rugby italiano cerró su carrera con la aparición el 4 de octubre en Londres contra Irlanda.

## Palmarés
- Campeonatos italianos: 2
Benetton Treviso: 2000-2001; 2002-2003
- Campeonatos franceses: 2
Stade français: 2003-2004; 2006-2007